# Theodor Wintges
Theodor Wintges (* 24. November 1947 in Klotzsche; † 15. August 2011 in München) war ein deutscher Kartograf. 

## Werdegang
Wintges studierte an der damaligen Fachhochschule München zunächst Kartografie (1970–1973) und im Anschluss daran bis 1978 Geografie mit den Nebenfächern Geologie und Landesplanung. Nach seiner Promotion zum Dr. rer. nat. in Geographie an der Universität Salzburg bei Helmut Heuberger arbeitete er als wissenschaftlicher Angestellter an der Ludwig-Maximilians-Universität München und der Technischen Universität München. Von 1985 bis 1987 war er ltd. Mitarbeiter bei der Gesellschaft für Angewandte Fernerkundung mbH (GAF) in München. Ab März 1987 lehrte Wintges an der Fachhochschule München die Fächer Kartenentwurf und Kartenredaktion, Kartografische Originalherstellung, Planung und Kartografie, Kartenkunde sowie Geografie.
Schwerpunkte seiner Lehrtätigkeit lagen zum einen auf der Generalisierung, zum anderen auf der Erfassung und Visualisierung des hochalpinen Reliefs – beispielsweise in der Region der Berliner Hütte, des Madlenerhauses und der Wiesbadener Hütte. Zudem führte Wintges Exkursionen nach Skandinavien und zu den italienischen Vulkanen Vesuv, Ätna und Stromboli.

## Mitgliedschaften
Zwischen 1992 und 1996 leitete er zunächst den Münchener Ortsverein der Deutschen Gesellschaft für Kartographie (DGfK). Von 1995 bis zum Deutschen Kartographentag in Berchtesgaden 2001 war er Präsident der DGfK.

## Schriften
- Untersuchungen an gletschergeformten Felsflächen im Zemmgrund, Zillertal (Tirol) und in Südskandinavien. Institut für Geographie, Salzburg 1984 (Diss. Salzburg 1982).
- Gabriele Braun, Reiner Buzin, Theodor Wintges: GIS und Kartographie im Umweltbereich. H. Wichmann Verlag,  Heidelberg 2001, ISBN 978-3-87907-381-8.